# チョウセンケナガニイニイ
チョウセンケナガニイニイ（朝鮮毛長ニイニイ）Suisha coreana は、カメムシ目（半翅目）・セミ科に分類されるセミの一種。日本では対馬だけに分布し、秋に成虫が発生する。

## 特徴
成虫は体長20-26mm、翅端まで33-40mm、開張64-78mm。近縁のニイニイゼミに似るが、和名通り全身に細かい毛が密生する。また、ニイニイゼミの後翅は透明に縁取られた黒だが、チョウセンケナガニイニイは黒ではなく橙褐色をしている。
分布域は中国・四川省から朝鮮半島、対馬まで点在するが、朝鮮半島の黄海沿岸では普通に見られ、学名の種小名も朝鮮を意味する"coreana"となっている。
丘陵地や山地の、クリ、コナラなどブナ科を主とする落葉広葉樹林に生息する。環境の変化に敏感で、明るく閑静な森林を好み、森林が伐採されたり、暗くなったり、周囲で騒音が重なったりすると姿を消す。
成虫は10月-11月に発生し、分布域が一部重複するニイニイゼミとは発生時期が異なる。高木の梢で活動する上に保護色が発達するため、姿を視認するのは難しい。オスの声質はニイニイゼミに似て、数回途切れた後に数秒ほど伸ばす「チーッ・チーッ・チーッ…チー」という鳴き声を繰り返す。
日本では、対馬だけに分布する大陸性の動物の一種であること、秋に成虫が発生するセミであることから、特異で興味深い種類とされる。しかし対馬では特別な保護対策も執られず、森林の開発による生息地の分断・消滅が起こっている。また、長期にわたる公共工事の騒音も活動に悪影響を与えている可能性が指摘されている。21世紀初頭の時点では、対馬島内の確実な産地は数えるほどまでに減少しており、早急な保護対策が望まれる種類とされる。環境省レッドリスト・長崎県レッドデータブック両方で絶滅危惧II類(VU)に指定されている。

## 同属種
中国中部と台湾には、同属のケナガニイニイ Suisha formosana (Kato, 1927) が分布し、この2種だけでケナガニイニイ属 Suisha を構成する。2種とも秋が深まった頃に成虫が発生する。